# Walter Koste
Walter Koste (* 19. Juli 1912 in Stolp; † 25. November 2007 in Quakenbrück) war ein deutscher Lehrer, Zoologe und Hydrobiologe.

## Leben
Walter Koste wurde 1912 als Sohn des Staatseisenbahn-Angestellten Adolf Koste und seiner Frau Ottilie in der zur Provinz Pommern gehörenden Stadt Stolp geboren. Er besuchte erst das Gymnasium in Stolp und ab 1923 ein Gymnasium in Stettin als seine Familie dorthin zog. In seiner Jugend weilte Koste oft in der zur ostpreußischen Provinz gehörenden Region Masuren, wo einer seiner Großväter u. a. als Binnenfischer arbeitete. Koste erwarb 1932 sein Abitur und begann anschließend eine Lehre auf einem Landwirtschaftsbetrieb in der Nähe von Greifswald. Im Jahre 1934 bekam er eine Stelle als Rechnungsführer bei der Reichswehr und arbeitete später als Stabsintendant als Wehrmachts-Beamter. 
Koste heiratete Hildegard Lück im Jahre 1939. Im Zweiten Weltkrieg gehörte er dem Infanterie-Regiment 94 an. Sein Sohn Peter wurde 1940 geboren. 
Gegen Kriegsende wurde seine Familie aus Stettin vertrieben und flüchtete nach Niedersachsen. Walter Koste, der in sowjetische Kriegsgefangenschaft geraten war, konnte erst 1948 stark gesundheitlich beeinträchtigt zu seiner Familie nach Deutschland zurückkehren. Nach seiner teilweisen Genesung begann er 1950 eine Ausbildung zum Volksschullehrer und arbeitete ab 1952 als solcher in Badbergen. In dieser Zeit begann Koste sich autodidaktisch mit Rädertierchen zu beschäftigen. Zudem absolvierte er ein Studium an der Pädagogischen Hochschule Osnabrück, so dass er an höheren Schulen unterrichten konnte. In einem kleinen Zufluss zur Hase entdeckte Koste 1959 eine neue Art von Rädertierchen, die er nach dem Lüneburger Hochschullehrer Max Ferdinand Wocke benannte. Ab 1962 unterrichtete er Biologie und Geographie an der Realschule Artland in Quakenbrück. Zudem setzte er seine wissenschaftlichen Arbeiten an Rädertierchen und auf dem Gebiet der Hydrobiologie fort und bekam einen entsprechenden Lehrauftrag an der Pädagogischen Hochschule Osnabrück. 
Das von Max Voigt verfasste Standardwerk Die Rädertiere Mitteleuropas  veröffentlichte Koste nach jahrelanger Überarbeitung 1978 in aktualisierter Form, wobei er v. a. von Hans-Joachim Elster unterstützt wurde. Walter Koste veröffentlichte eine Vielzahl von faunistischen Artikeln in Fachzeitschriften und war im deutschsprachigen Raum und auch international als Spezialist für die Systematik von Rädertierchen gefragt. Sowohl am Plöner Max-Planck-Institut für Limnologie als auch am österreichischen Institut für Limnologie führte er mehrfach Bestimmungsübungen durch.
Walter Koste starb 2007 in Quakenbrück.

## Auszeichnungen
- 1980: Ehrendoktor der Christian-Albrechts-Universität zu Kiel
- 1981: Bundesverdienstkreuz
- 1984: Honorary Member des Quekett Microscopical Club, Natural History Museum
- 1985: Korrespondierendes Mitglied der Senckenberg Gesellschaft für Naturforschung
- 1986: Associate Member der Royal Society of South Australia

In der Rädertierchen-Klasse Monogononta ist innerhalb der Familie Dicranophoridae die Gattung Kostea nach Walter Koste benannt.

## Publikationen (Auswahl)
- Rotatoria – Die Rädertiere Mitteleuropas, 2 Bände, mit Max Voigt. Gebr. Bornträger, Stuttgart, 1978.